# Leticia Murray
Leticia Judith Murray Acedo (Hermosillo, 28 giugno 1979) è una modella messicana, incoronata Nuestra Belleza Mexico il 4 giugno 1999. Grazie alla vittoria del titolo, la modella ha guadagnato il diritto di rappresentare il Messico a Miss Universo 2000.
Come rappresentante ufficiale del Messico a Miss Universo, svolto il 12 maggio 2000 a Nicosia, la Murray ha vinto la fascia di Best National Costume e Clairol Herbal Essences Style.
Letty Murray ha anche rappresentato la propria nazione a Miss International 2000, arrivando sino alle semifinali del concorso.